# ويليام ماك
ويليام ماك هو سياسي كندي، ولد في 29 فبراير 1828 بأناركشاير في المملكة المتحدة، وتوفي في 11 ديسمبر 1897. حزبياً، نشط في الحزب الليبرالي في أونتاريو ‏. وقد انتخب عضو برلمان مقاطعة أونتاريو.